# ビャルテ・エンゲン・ビーク
ビャルテ・エンゲン・ビーク（Bjarte Engen Vik、1971年3月3日 - ）はノルウェー・トロムス県トロムソ出身の元ノルディック複合選手。1990年代後半から2000年代初めにかけて活躍したノルディック複合界の「英雄」である。

## プロフィール
1990年のノルディックスキージュニア世界選手権で団体の金メダルを獲得。ノルディック複合・ワールドカップでは通算26勝をあげ、1997-1998シーズンと1998-1999シーズンに総合優勝、2連覇を達成した。
ノルディックスキー世界選手権では5個の金メダルを含む8個のメダルを獲得。1999年と2001年の個人連覇は1934年、1935年にオッドビョルン・ハーゲンが達成して以来2人目の偉業である。オリンピックでは自国開催の1994年リレハンメルオリンピックで銀と銅の2個のメダルを獲得、次の1998年長野オリンピックでは個人、団体の2冠となった。
また、ビークはホルメンコーレン大会で大成功をおさめた。ノルディック複合競技個人5連覇(1996年-2000年)を達成、史上4人目の偉業であった（他の3人はラウリッツ・ベルゲンダール、ヨハン・グロットムスブローテン、ラウノ・ミエッティネン）。 また、スプリント種目でも2度優勝(1997年、2000年)、合計7度の優勝はノルディック複合で史上最多である。
1997年にはホルメンコーレン・メダルを受賞した（ステファニア・ベルモンド、ビョルン・ダーリと同時受賞）。
2001年4月、現役引退。